# Cynomops abrasus
Cynomops abrasus  — вид рукокрилих родини молосових.

## Середовище проживання
Країни поширення: Аргентина, Бразилія, Колумбія, Французька Гвіана, Гаяна, Парагвай, Перу, Суринам. Мешкає тільки в лісах.

## Вигляд
Спина темна, червонувато-коричнева, черево світліше.